# Andorra op de Olympische Zomerspelen 1980
Andorra deed tijdens de Olympische Zomerspelen 1980 in Moskou, Sovjet-Unie voor de tweede maal in de geschiedenis mee aan de Olympische Zomerspelen. Het vorstendom vaardigde twee schutters af.

## Resultaten en deelnemers

### Schietsport
| Olympiër            | Discipline | Resultaat | Prestatie  |
| ------------------- | ---------- | --------- | ---------- |
| Francesc Gaset Fris | trap (g)   | 24e       | 184 punten |
| Joan Tomas Roca     | trap (g)   | 26e       | 181 punten |

Afghanistan · Algerije · Andorra · Angola · Australië · België · Benin · Birma · Botswana · Brazilië · Bulgarije · Colombia · Congo-Brazzaville · Costa Rica · Cuba · Cyprus · Denemarken · Dominicaanse Republiek · Duitse Democratische Republiek · Ecuador · Ethiopië · Finland · Frankrijk · Griekenland · Groot-Brittannië · Guatemala · Guinee · Guyana · Hongarije · Ierland · IJsland · India · Irak · Italië · Jamaica · Joegoslavië · Jordanië · Kameroen · Koeweit · Laos · Lesotho · Libanon · Liberia · Libië · Luxemburg · Madagaskar · Mali · Malta · Mexico · Mongolië · Mozambique · Nederland · Nepal · Nicaragua · Nieuw-Zeeland · Nigeria · Noord-Korea · Oeganda · Oostenrijk · Peru · Polen · Portugal · Puerto Rico · Roemenië · San Marino · Senegal · Seychellen · Sierra Leone · Sovjet-Unie · Spanje · Sri Lanka · Syrië · Tanzania · Trinidad en Tobago · Tsjecho-Slowakije · Venezuela · Vietnam · Zambia · Zimbabwe · Zweden · Zwitserland